# Halland
Pour l’article homonyme, voir Comté de Halland.
Le Halland est une province historique du sud de la Suède, sur sa côte ouest. Elle est située au bord du Cattégat, entre le Västergötland, le Småland et la Scanie.

## Villes historiques
Du nord au sud :
- Kungsbacka
- Varberg
- Falkenberg
- Halmstad
- Laholm

## Fleuves
Du nord au sud :
- Viskan
- Ätran
- Nissan
- Lagan

## Histoire

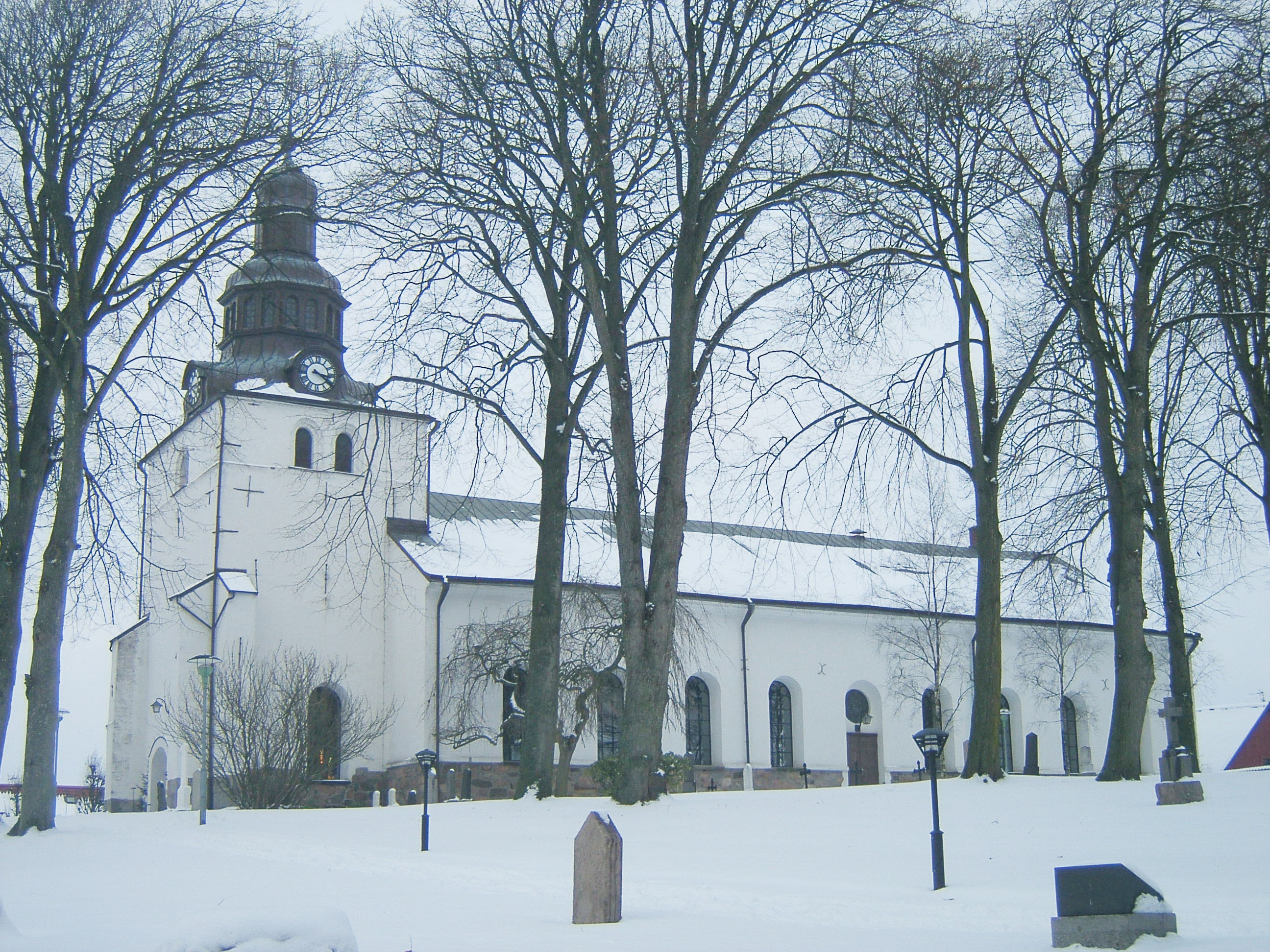
Église Saint-Clément à Laholm

L'âge du bronze a probablement été une période de relativement bonnes conditions naturelles dans la région, à en juger par les nombreux objets de bronze et d'or mis au jour. De nombreux vestiges ont été préservés de cette période, dont 752 cairns (surtout dans le nord) et un grand nombre de tumuli dans le sud. On compte au total plus de 1 100 monuments funéraires préhistorique dans la province. Vers la fin de l'âge du bronze le Halland s'est trouvé pratiquement dépourvu d'arbres, peut-être à la suite d'une surexploitation forestière due à la forte demande des chefs locaux en objets de bronze et d'or.
La province de Halland a fait partie du Danemark jusqu'au XVIIe siècle. Elle a été définitivement annexée à la Suède par les traités de Roskilde (1658) et de Copenhague (1660).

## Tourisme
Très prisée pour ses rivières, ses lacs, ses stations balnéaires, la province de Halland est parcourue par les randonneurs et les cyclotouristes.